# آر. غريغ تشيري
آر. غريغ تشيري (بالإنجليزية: R. Gregg Cherry)‏ هو محامي وسياسي أمريكي، ولد في 17 أكتوبر 1891 في غاستونيا في الولايات المتحدة، وتوفي بنفس المكان في 25 يونيو 1957. نشط حزبياً في North Carolina Democratic Party ‏ والحزب الديمقراطي. وقد انتخب عضو مجلس ولاية كارولاينا الشمالية وانتخب عضو مجلس نواب كارولينا الشمالية وانتخب حاكم كارولينا الشمالية ‏ (4 يناير 1945 – 6 يناير 1949).